# JavaBean
In informatica le JavaBean (letteralmente, chicchi di Java) sono classi scritte in linguaggio di programmazione Java secondo una particolare convenzione. Sono utilizzate per incapsulare più oggetti in un oggetto singolo (il bean), cosicché tali oggetti possano essere passati come un singolo oggetto bean invece che come multipli oggetti individuali. La specifica della Sun Microsystems le definisce come "componenti software riutilizzabili che possono essere manipolate visivamente in un tool per il build".

## Convenzioni JavaBean
Al fine di funzionare come una classe JavaBean, una classe di un oggetto deve obbedire a certe convenzioni in merito ai nomi, alla costruzione e al comportamento dei metodi. Queste convenzioni rendono possibile avere tool che possono usare, riusare, sostituire e connettere JavaBean.
Le convenzioni richieste sono:
- La classe deve avere un costruttore senza argomenti;
- Le sue proprietà devono essere accessibili usando get, set, is (usato per i booleani al posto di get) e altri metodi (cosiddetti metodi accessori) seguendo una convenzione standard per i nomi;
- La classe dovrebbe essere serializzabile (capace di salvare e ripristinare il suo stato in modo persistente);
- Non dovrebbe contenere alcun metodo richiesto per la gestione degli eventi;

Dato che questi requisiti sono abbondantemente espressi come convenzioni piuttosto che implementando interfacce, qualche sviluppatore vede le JavaBean come Plain Old Java Object (POJO) che seguono alcune convenzioni per i nomi.

## Esempio di JavaBean
```
// PersonaBean.java

public
 
class
 
PersonaBean
 
implements
 
java
.
io
.
Serializable
 
{

    

    
private
 
String
 
nome
;

    
private
 
boolean
 
sposata
;

    
// Costruttore senza argomenti

    
public
 
PersonaBean
()
 
{
 
}

    
// Proprietà "nome" (da notare l'uso della maiuscola) lettura / scrittura

    
public
 
String
 
getNome
()
 
{

        
return
 
this
.
nome
;

    
}

    
public
 
void
 
setNome
(
String
 
nome
)
 
{

        
this
.
nome
 
=
 
nome
;

    
}

    
// Diversa sintassi per gli attributi boolean ( 'is' al posto di 'get' )

    
public
 
boolean
 
isSposata
()
 
{

        
return
 
this
.
sposata
;

    
}

    
public
 
void
 
setSposata
(
boolean
 
sposata
)
 
{

        
this
.
sposata
 
=
 
sposata
;

    
}

}

```

```
// TestPersonaBean.java

public
 
class
 
TestPersonaBean
 
{

    
public
 
static
 
void
 
main
(
String
[]
 
args
)
 
{

        
PersonaBean
 
persona
 
=
 
new
 
PersonaBean
();

        
persona
.
setNome
(
"Bob"
);

        
persona
.
setSposata
(
false
);

        
// Output: "Bob [persona non sposata]"

        
System
.
out
.
print
(
persona
.
getNome
());

        
System
.
out
.
println
(
persona
.
isSposata
()
 
?
 
" [persona sposata]"
 
:
 
" [persona non sposata]"
);

    
}

}

```

## Applicazioni
AWT, Swing, e SWT, i principali toolkit per GUI in Java, usano convenzioni JavaBean soprattutto per la loro dinamicità e per la loro portabilità. Essi consentono poi agli editor di GUI come il Visual Editor di Eclipse e il GUI Editor di NetBeans di mantenere una gerarchia di componenti e fornire accesso alle loro proprietà attraverso metodi della famiglia get e set.